# Knabenau
|  | Dieser Artikel oder Abschnitt wurde wegen inhaltlicher Mängel auf der Qualitätssicherungsseite der Redaktion Geschichte eingetragen (dort auch Hinweise zur Abarbeitung dieses Wartungsbausteins). Dies geschieht, um die Qualität der Artikel im Themengebiet Geschichte auf ein akzeptables Niveau zu bringen. Dabei werden Artikel gelöscht, die nicht signifikant verbessert werden können. Bitte hilf mit, die Mängel dieses Artikels zu beseitigen, und beteilige dich bitte an der Diskussion! |

Knabenau bzw. von Knabenau (auch Freiherren von Knabenau) ist der Name eines alten kurländischen Adelsgeschlechts, welches ursprünglich aus Schlesien stammt und sich im 16. Jahrhundert in Kurland verbreitete.

## Geschichte

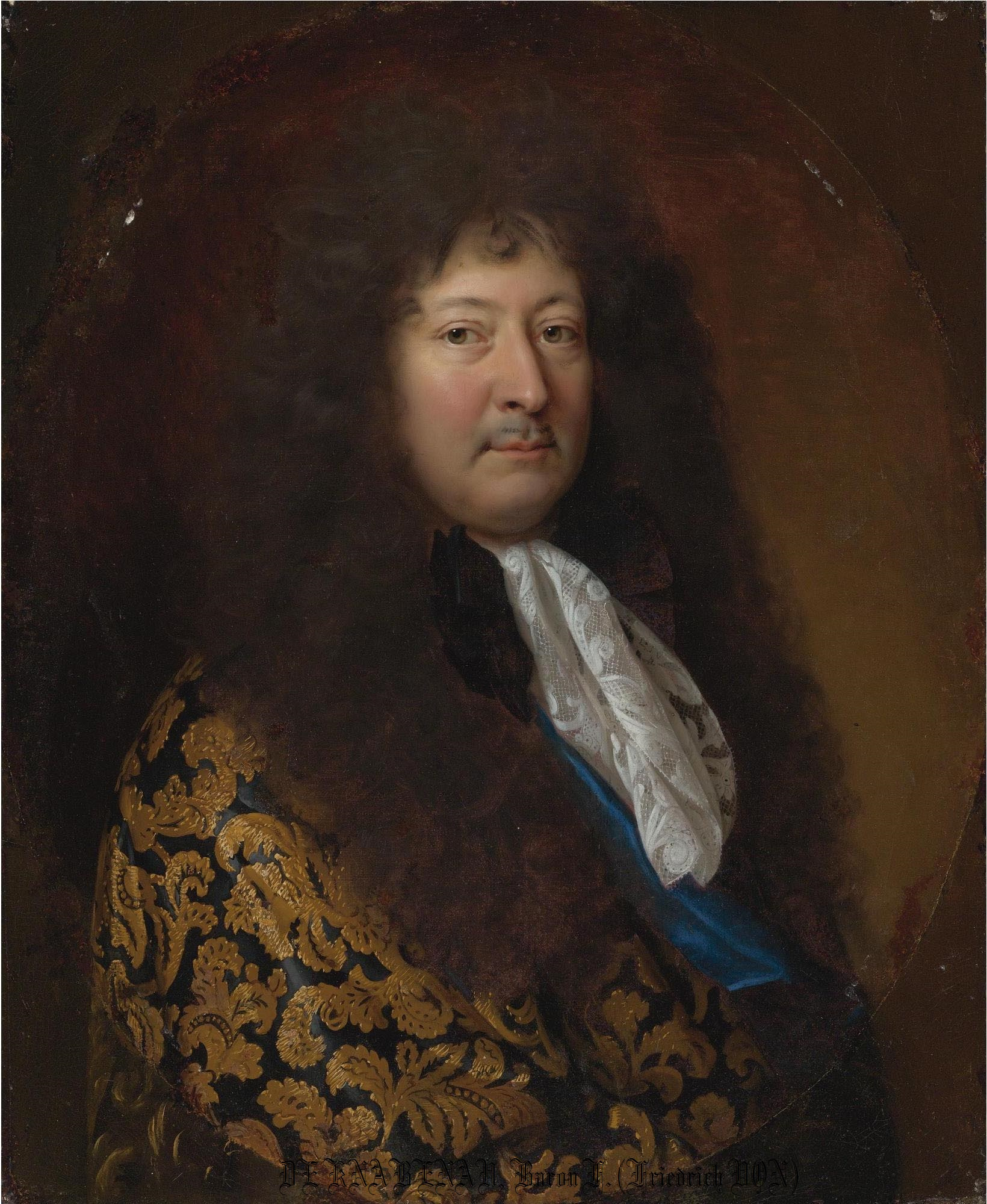
Friedrich Baron von Knabenau (François de Troy, ca. 1670)

Die Familie der Freiherren von Knabenau gehören zum Uradel in Schlesien und Kurland. Erstmals urkundlich erwähnt wird das Geschlecht am 2. Mai 1147 mit Gotthard Ritter de Knabenau. Der nachfolgend Nachweis stammt vom 5. August 1234: Der Breslauer Bischof Thomas I. erklärte Johann Ludwig von Knabenau als Ritter des Herzogs Heinrich II. Neben dem erwähnten Johann Ludwig lassen sich für das 13. Jahrhundert bereits viele weitere Mitglieder der Familie als Grundbesitzer oder Urkundenzeugen nachweisen. Als Schlosshauptmann Johann von Knabenau dem Herzog Boleslaw II. das übergab, wurde der Schlosshauptmann mit dem Amt Bolkoburg ausgestattet, das früher ein Hauptamt gewesen war Freiherren von Knabenau; im Schloss Bolkoburg lebte er von 1271 bis 1278. Die ununterbrochene Stammreihe beginnt mit Hartvig Ritter von Knabenau, der zwischen 1454 und 1456 in Urkunden genannt wird. Er saß auf der Burg im Brandenburg. Johann, Friedrich und Otto von Knabenau siegelten 1620 auf der Urkunde des Erzbischofs von Pilten mit dem Deutschen Orden. Ein Hauptmann der Ritterschaft von Knabenau zeichnete sich bei der Belagerung Wiens durch die Türken im Jahre 1683 aus. Die Familie von Knabenau wurde am 16. Mai 1841 bei der Kurländischen Ritterschaft immatrikuliert. Die russische Anerkennung des Titels Baron für die kurländischen Familienzweige erfolgte am 10. Juni 1853 und 28. Februar 1862 durch Ukas des dirigierenden Senates.

## Güterbesitz
- Kurland: Neu-Sallensee, Groß-Born usw.
- Gouvernement Wilna: Berghof und Bagdoniškė.
- Polen: Schloss Bolkoburg

## Wappen
Das Wappen zeigt in Rot einen blauen Schrägrechtsbalken, begleitet von zwei goldenen Löwen. Auf dem Helm (Stechhelm, später Bügelhelm) mit blau-goldenen Helmdecken ein wachsender geharnischter Arm, ein silbernes Beil an goldenem Stiel haltend zwischen einem offenen blauen Flug.

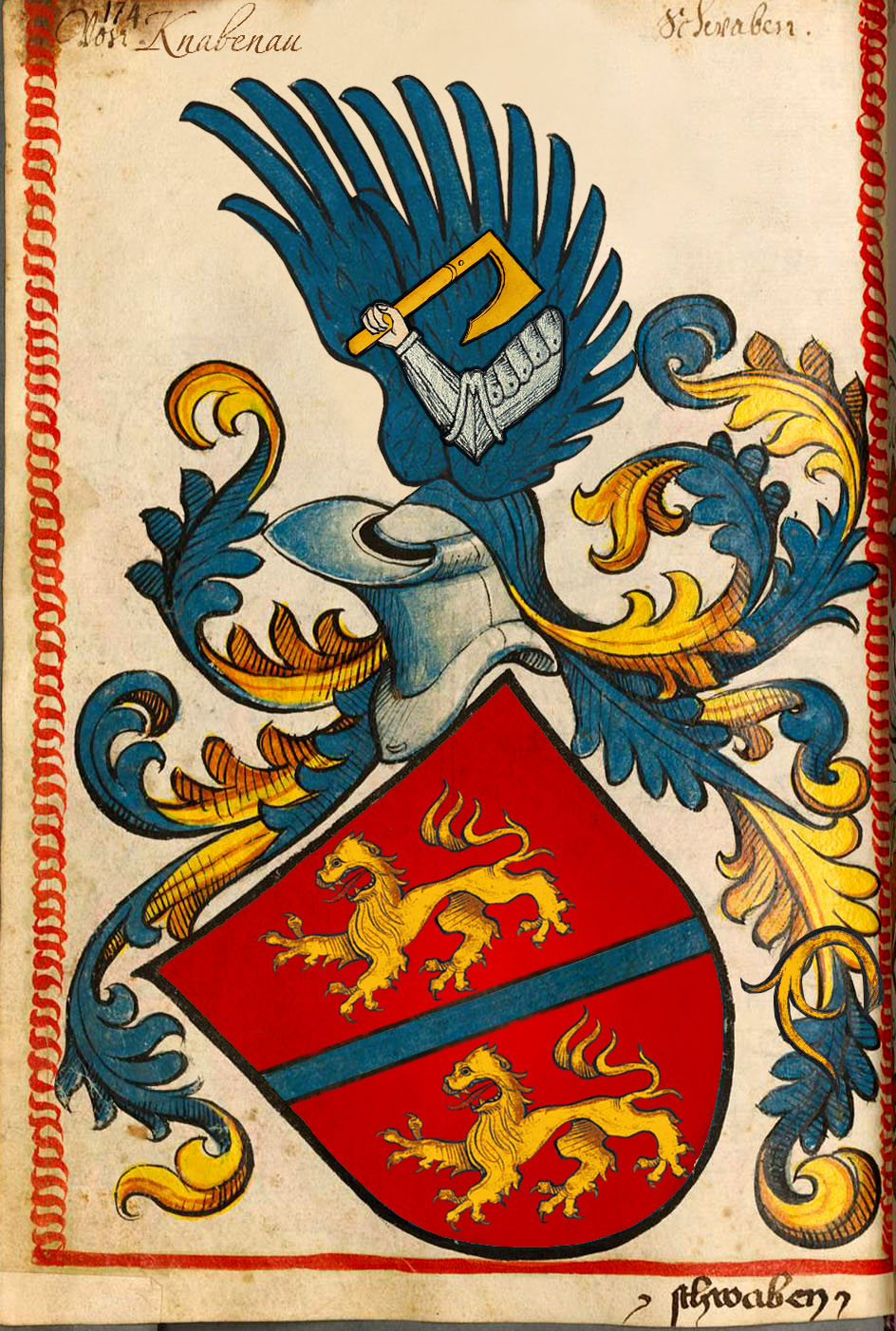
Wappen im Scheiblerschen Wappenbuch
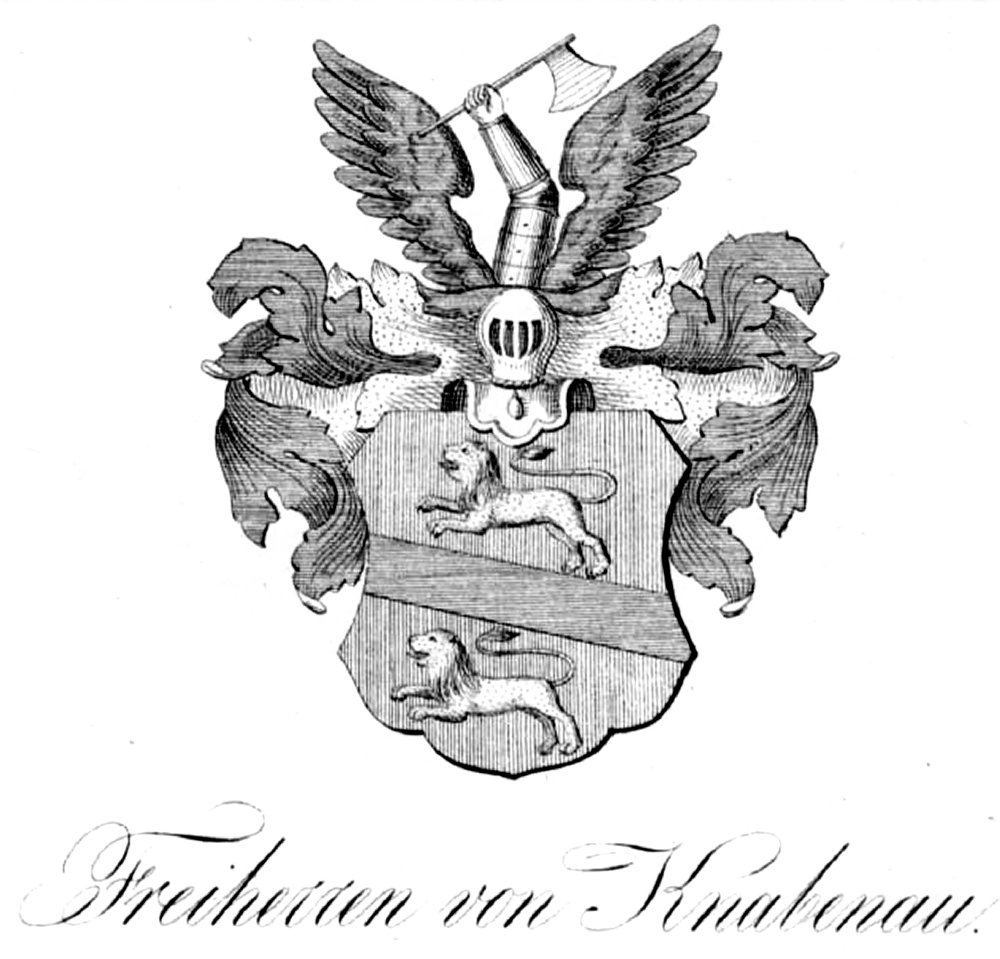